# Samuel H. Walley
Samuel Hurd Walley (* 31. August 1805 in Boston, Massachusetts; † 27. August 1877 in Nantasket Beach, Massachusetts) war ein US-amerikanischer Politiker. Zwischen 1853 und 1855 vertrat er den Bundesstaat Massachusetts im US-Repräsentantenhaus.

## Werdegang
Samuel Walley war der Enkel von William Phillips, der von 1812 bis 1823 Vizegouverneur von Massachusetts war. Er besuchte die öffentlichen Schulen seiner Heimat und danach die Phillips Academy in Andover. Anschließend studierte er bis 1822 am Yale College und bis 1826 an der Harvard University. Nach einem Jurastudium und seiner 1831 erfolgten Zulassung als Rechtsanwalt begann er in Boston und Roxbury in diesem Beruf zu arbeiten. Außerdem war er im Bankgewerbe und im Eisenbahngeschäft tätig. Er war unter anderem Schatzmeister bei zwei Eisenbahngesellschaften. Gleichzeitig schlug er als Mitglied der Whig Party eine politische Laufbahn ein. Im Jahr 1836 sowie von 1840 bis 1846 war er Abgeordneter im Repräsentantenhaus von Massachusetts. Seit 1844 fungierte er als Speaker dieser Parlamentskammer.
Bei den Kongresswahlen des Jahres 1852 wurde Walley im vierten Wahlbezirk von Massachusetts in das US-Repräsentantenhaus in Washington, D.C. gewählt, wo er am 4. März 1853 die Nachfolge von Lorenzo Sabine antrat. Da er im Jahr 1854 nicht bestätigt wurde, konnte er bis zum 3. März 1855 nur eine Legislaturperiode im Kongress absolvieren. Diese war von den Ereignissen im Vorfeld des Bürgerkrieges geprägt.
Im Jahr 1855 kandidierte Samuel Walley für das Amt des Gouverneurs von Massachusetts, belegte mit 9,7 Prozent der Stimmen aber lediglich den vierten Platz. Danach wurde er Präsident der Revere National Bank. Er starb am 27. August 1877 in Nantasket Beach.